# 알렉산더 마르코프
알렉산더 마르코프는 러시아계 미국인으로 파가니니 국제 바이올린 콩쿠르에서 우승(금메달)과 애버리 피셔 커리어 그랜트를 수상한 바이올린 연주자이다. 파가니니의 24개의 카프리치오이 유명하며, 특히 24번째 카프리치오에서의 그만의 왼손 피치카토 기법이 유명하다. 카프리치오들을 영화로 녹화한 감독은 브루노 몽생종이다.
마르코프는 모스크바에서 태어나 바이올린 연주자였던 아버지(알베르트 마르코프)로부터 바이올린을 배웠다. 그가 8살이 될 무렵, 그는 그의 아버지와 함께 오케스트라에서 독주자로써 연주를 시작하기 시작했다. 1982년 마르코프는 부모님과 함께 미국으로 건너가 시민권을 취득하였다. 그는 카네기홀에서 뉴욕 데뷔를 하였고, 애버리 피셔홀에서 크리스토프 에셴바흐의 지휘 아래 모스틀리 모차르트 오케스트라와 협연을 하였다.
마르코프는 Erato 레이블에 소속되어 녹음을 진행하며, Warner Classics이 이를 전세계로 배포한다. 그의 작품에는 차이콥스키의 바이올린 및 피아노곡이 포함되어 있다. Charles Dutoit, Ivan Fischer, Neeme Järvi, Zdeněk Mácal, Lorin Maazel, Gerard Schwarz등과 함께 하였고, Philadelphia Orchestra, Orchestre de Paris, the BBC Symphony, the Montreal Symphony, the Budapest Festival Orchestra, the Detroit Symphony, the New Jersey Symphony, the Seattle Symphony과 Houston, Baltimore, Cincinnati, Jerusalem 오케스트라와 협연한 경력이 있다. 2012년 7월 웨일즈 서부에서 Llandeilo Music festival에서의 연주로 갈채를 받았다.
Yehudi Menuhin에 따르면 "의심의 여지 없이 최고의 바이올린 연주자 중의 한명이다…알렉산더 마르코프는 전세계의 음악 애호가들과 역사에 그의 흔적을 남긴 현시대 최고의 바이올린 연주자가 될 것이다."라고 하였다.